# کورشاکی
کورشاکی (انگلیسی: Kurshaki) یک شهرک در شهرستان ایگلینسکی استان باشقیرستان کشور روسیه است.